# ینی ایریجه
ینی ایریجه (به لاتین: Yeni Əyricə) یک منطقه مسکونی در جمهوری آذربایجان است که در شهرستان بردع واقع شده است. ینی ایریجه ۱۵۷۲ نفر جمعیت دارد.